# Ленина (Большежировский сельсовет)
Ленина — хутор в Фатежском районе Курской области России. Входит в состав Большежировского сельсовета.

## География
Хутор находится у ручья Грязная Рудка (правый приток Руды в бассейне Усожи), в 90,5 км от российско-украинской границы, в 39,5 км к северо-западу от Курска, в 17 км к юго-западу от районного центра — города Фатеж, в 17 км от центра сельсовета — села Большое Жирово.
Климат
Хутор Ленина, как и весь район, расположен в поясе умеренно континентального климата с тёплым летом и относительно тёплой зимой (Dfb в классификации Кёппена).
Часовой пояс
Хутор Ленина, как и вся Курская область, находится в часовой зоне МСК (московское время). Смещение применяемого времени относительно UTC составляет +3:00.

## Население
| 2002 | 2010 |
| ---- | ---- |
| 35   | ↘17  |

## Инфраструктура
Личное подсобное хозяйство. В хуторе 22 дома.

## Транспорт
Ленина находится в 14 км от автодороги федерального значения М2 «Крым» (Москва — Тула — Орёл — Курск — Белгород — граница с Украиной) как часть европейского маршрута E105, в 16 км от автодороги регионального значения 38К-038 (Фатеж — Дмитриев), в 2,5 км от автодороги межмуниципального значения 38Н-221 (М-2 «Крым» — Кромская), в 29,5 км от ближайшего ж/д остановочного пункта 552 км (линия Навля — Льгов I).
В 156 км от аэропорта имени В. Г. Шухова (недалеко от Белгорода).